# Kathryn Adams
Kathryn Adams, nata Ethalinda Colson, (St. Louis, 25 maggio 1893 – Hollywood, 17 febbraio 1959), è stata un'attrice statunitense del cinema muto.

## Biografia
Nata nel Missouri nel 1893, Kathryn Adams, dopo una breve carriera di scarso successo nel teatro musicale, esordì nel cinema nel 1915, a 22 anni, in uno dei ruoli principali di The Shooting of Dan McGrew. Lavorò per la Popular Players, Metro, Fox, World, Famous Players, Terriss e Solax. Dal 1915 al 1917, venne messa sotto contratto dalla Thanhouser. Passò poi a lavorare per la Famous Players e quindi per Goldwyn.
Nel cinema, all'inizio, ebbe un buon successo, apparendo come protagonista in alcuni film, ricoprendo parti di femme fatale. Scivolò, però, pian piano, in ruoli di secondo piano. A metà degli anni venti, abbandonò il cinema. Apparve nel 1931 in una piccola parte in Naturich la moglie indiana di Cecil B. DeMille. Fu il suo ultimo film.
Il 17 febbraio 1959 morì per infarto del miocardio nella sua casa di Hollywood. Venne sepolta al Calvary Cemetery di Los Angeles.

## Filmografia
- The Shooting of Dan McGrew, regia di Herbert Blaché (1915)
- After Dark, regia di Frederick A. Thomson (1915)
- The Pursuing Shadow, regia di Tom Terriss (1915)
- Helene of the North, regia di J. Searle Dawley (1915)
- The Long Arm of the Secret Service (1915)
- In Baby's Garden, regia di Ernest C. Warde (1915)
- Her Confession (1915)
- An Innocent Traitor (1915)
- Bubbles in the Glass, regia di Ernest C. Warde - cortometraggio (1916)
- The Phantom Witness, regia di Frederick Sullivan (1916)
- The Spirit of the Game, regia di Frederick Sullivan (1916)
- Silas Marner, regia di Ernest C. Warde[1]
- A Bird of Prey, regia di Eugene Nowland (1916)
- The Romance of the Hollow Tree (1916)
- For Uncle Sam's Navy (1916)
- Other People's Money, regia di William Parke (1916)
- The Shine Girl, regia di William Parke (1916)
- Divorce and the Daughter, regia di Frederick Sullivan (1916)
- The Vicar of Wakefield, regia di Ernest C. Warde (1917)
- Pots-and-Pans Peggy, regia di Eugene Moore (1917)
- The Woman and the Beast, regia di Ernest C. Warde (1917)
- Hinton's Double, regia di Ernest C. Warde[2] (1917)
- Raffles, the Amateur Cracksman, regia di George Irving (1917)
- Sangue bleu (True Blue), regia di Frank Lloyd (1918)
- Riders of the Purple Sage, regia di Frank Lloyd (1918)
- Whom the Gods Would Destroy, regia di Frank Borzage (1919)
- Restless Souls, regia di William C. Dowlan (1919)
- A Gentleman of Quality, regia di James Young (1919)
- A Little Brother of the Rich, regia di Lynn Reynolds (1919)
- Il ladro di perle (A Rogue's Romance), regia di James Young (1919)
- The Forbidden Woman, regia di Harry Garson (1920)
- 813, regia di Charles Christie e Scott Sidney (1920)
- La lotta per un tesoro (The Best of Luck), regia di Ray C. Smallwood (1920)
- Naturich la moglie indiana (The Squaw Man), regia di Cecil B. DeMille (1931)

## Doppiatrici italiane
- Rosetta Calavetta in La ragazza della 5ª strada